# Sainte-Pience
Sainte-Pience és un municipi francès situat al departament de la Manche i a la regió de Normandia. L'any 2007 tenia 253 habitants.

## Demografia

### Població
El 2007 la població de fet de Sainte-Pience era de 253 persones. Hi havia 115 famílies de les quals 40 eren unipersonals (29 homes vivint sols i 11 dones vivint soles), 43 parelles sense fills i 32 parelles amb fills.
La població ha evolucionat segons el següent gràfic:
Habitants censats

### Habitatges
El 2007 hi havia 153 habitatges, 115 eren l'habitatge principal de la família, 18 eren segones residències i 21 estaven desocupats. 152 eren cases i 1 era un apartament. Dels 115 habitatges principals, 91 estaven ocupats pels seus propietaris, 21 estaven llogats i ocupats pels llogaters i 3 estaven cedits a títol gratuït; 4 tenien una cambra, 9 en tenien dues, 17 en tenien tres, 28 en tenien quatre i 57 en tenien cinc o més. 101 habitatges disposaven pel capbaix d'una plaça de pàrquing. A 56 habitatges hi havia un automòbil i a 50 n'hi havia dos o més.

### Piràmide de població
La piràmide de població per edats i sexe el 2009 era:
| Homes | Edats   | Dones |
| ----- | ------- | ----- |
| 0     | 95 o +  | 0     |
| 0     | 90 a 94 | 0     |
| 0     | 85 a 89 | 0     |
| 4     | 80 a 84 | 8     |
| 0     | 75 a 79 | 16    |
| 16    | 70 a 74 | 4     |
| 4     | 65 a 69 | 8     |
| 16    | 60 a 64 | 8     |
| 12    | 55 a 59 | 12    |
| 4     | 50 a 54 | 8     |
| 8     | 45 a 49 | 4     |
| 20    | 40 a 44 | 16    |
| 4     | 35 a 39 | 4     |
| 4     | 30 a 34 | 4     |
| 0     | 25 a 29 | 8     |
| 0     | 20 a 24 | 8     |
| 12    | 15 a 19 | 16    |
| 8     | 10 a 14 | 0     |
| 0     | 5 a 9   | 20    |
| 0     | 0 a 4   | 0     |

## Economia
El 2007 la població en edat de treballar era de 147 persones, 115 eren actives i 32 eren inactives. De les 115 persones actives 103 estaven ocupades (56 homes i 47 dones) i 12 estaven aturades (4 homes i 8 dones). De les 32 persones inactives 17 estaven jubilades, 10 estaven estudiant i 5 estaven classificades com a «altres inactius».

### Ingressos
El 2009 a Sainte-Pience hi havia 125 unitats fiscals que integraven 282 persones, la mediana anual d'ingressos fiscals per persona era de 15.740 €.

### Activitats econòmiques
Dels 14 establiments que hi havia el 2007, 1 era d'una empresa de fabricació d'altres productes industrials, 6 d'empreses de construcció, 1 d'una empresa de comerç i reparació d'automòbils, 1 d'una empresa d'hostatgeria i restauració, 4 d'empreses de serveis i 1 d'una entitat de l'administració pública.
Dels 5 establiments de servei als particulars que hi havia el 2009, 1 era un paleta, 1 fusteria, 1 lampisteria, 1 electricista i 1 restaurant.
L'any 2000 a Sainte-Pience hi havia 38 explotacions agrícoles que ocupaven un total de 308 hectàrees.

## Poblacions més properes
El següent diagrama mostra les poblacions més properes.